# Bièvre (Senna)
La Bièvre è un fiume che nasce a Guyancourt e dopo 34,6 km si getta nel principale collettore fognario di Parigi.
La Bièvre una volta confluiva nella Senna a Parigi (all'altezza della stazione ferroviaria di Parigi Austerlitz) 
Nel suo corso attraversa i dipartimenti di Yvelines, dell'Essonne, del Hauts-de-Seine e Val-de-Marne.
Dal 1912, la Bièvre, che allora era il secondo fiume di Parigi e correva attraverso il XIII e il V arrondissement, è stato ricoperto lungo tutto il suo percorso urbano.

## Etimologia
Essa deve forse il proprio nome al latino biber, il castoro, scomparso nella zona già dal XIII secolo, ma potrebbe anche derivare da beber, che significa anche di colore bruno, come le sue acque. Nel 1787 la sua denominazione era ruisseau des Gobelins in riferimento a Gilles Gobelin, tintore dello scarlatto, che si stabilì sulla riva della Bièvre sotto Francesco I verso il 1500, in quello che diventerà l'attuale îlot de la Reine Blanche e quartiere della Manifattura dei Gobelins. D'altronde essa è indicata sotto questo nome sulla pianta dell'intendenza di Guyancourt.

## Geografia
Con un percorso di 34,6 km la Bièvre nasce nel quartiere di Bouviers a ovest di Guyancourt, ad un'altezza s.l.m. di 159 m.
Sfocia a Parigi all'incrocio di tre arrondissement, il XIII, il XII e il V, a 37 m s.l.m.

### Comuni attraversati
Nel suo percorso che si snoda in quattro dipartimenti, Yveline, Essonne, Hauts-de-Seine e Val-de-Marne, la Bièvre attraversa quindici comuni: (da monte a valle)
Guyancourt (sorgente), Buc, Les Loges-en-Josas, Jouy-en-Josas, Bièvres, Igny, Verrières-le-Buisson, Massy, Antony, Fresnes, L'Haÿ-les-Roses, Cachan, Arcueil, Gentilly, Parigi (confluenza).

## La Bièvre fuori Parigi

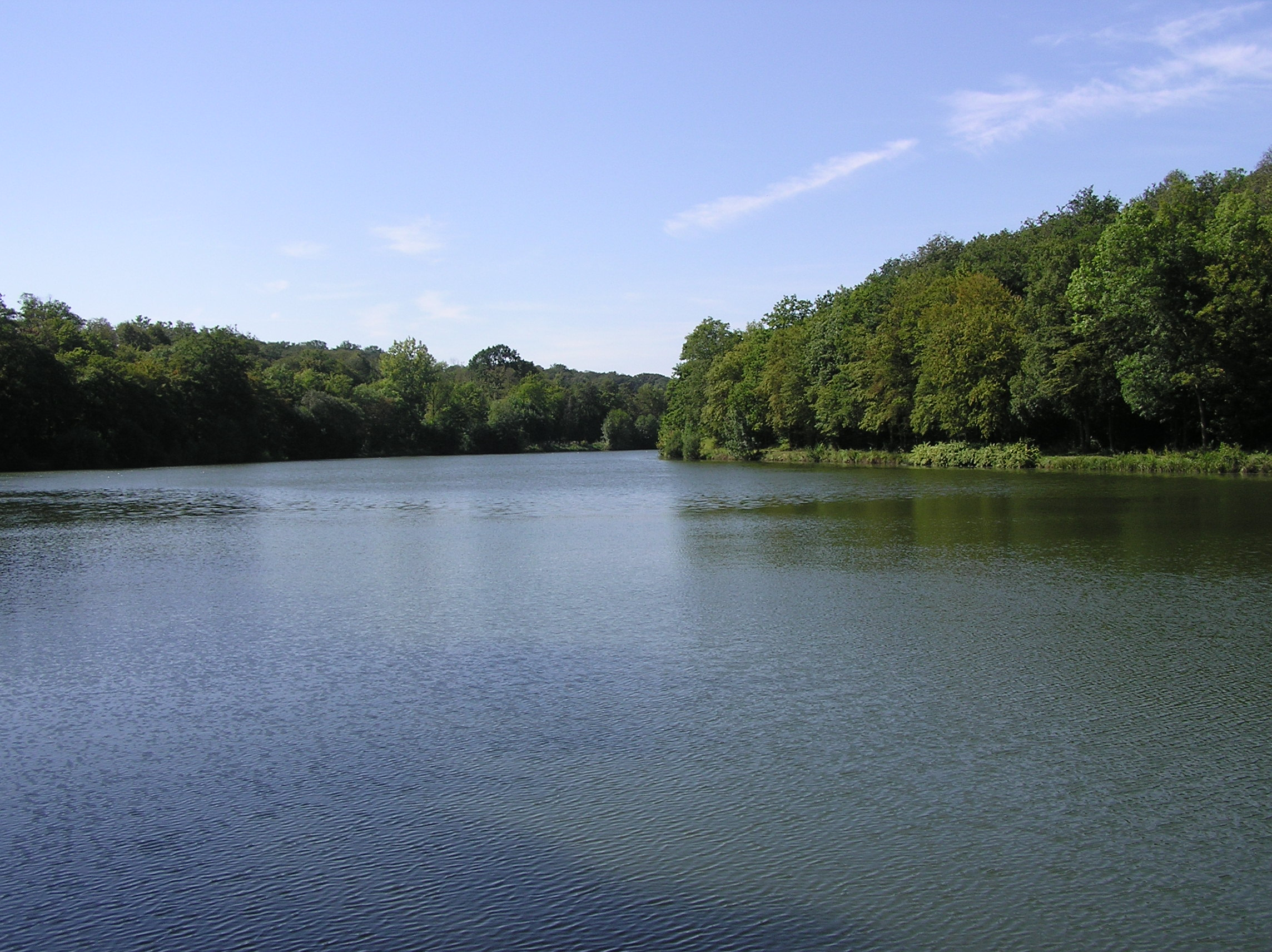
Gli étangs de La Minière a Guyancourt, alimentati dalla Bièvre.

### Storia
La Bièvre, già fortemente modificata dall'uomo (pulitura, aggiustamento degli argini, ecc.) è più volte citata nella giurisprudenza degli anni 1700 riguardante acque e foreste.
Il 26 fruttidoro dell'anno III (12 settembre 1795), Oberkampf si presentò come acquirente dell'antico fondo agricolo regio di Bouviers a Guyancourt, con lo scopo di poter controllare la qualità delle acque della Bièvre, la cui sorgente si trovava sulle terre di questo fondo. Fino al XVII secolo i terreni a valle della sorgente della Bièvre erano zone paludose. La carta di Cassini non cita queste paludi ma solo la traccia della Bièvre. Una prima palude, chiamata étang de la Minière (stagno della Miniera), comparve sulla pianta dell'intendenza della parrocchia di Guyencourt nel 1787.
Le paludi si crearono nel corso dei tempi. I problemi degli invasi delle paludi e della manutenzione delle rive e delle dighe sono permanenti. Ad esempio nel 1819 il consiglio della salubrità di Parigi, presieduto dal prefetto, affidò uno studio al signor Pariset, con il compito di ricercare le cause delle acque basse permanenti della Bièvre a Parigi. Questi indicò nel suo rapporto:
«Non si può negare che, nella sua parte superiore il letto della Bièvre non sia fortemente trascurato. Dalla sua sorgente fino al villaggio di Buc, […] questo letto è imbottito di una prodigiosa quantità di erbacce parassite che per la loro crescita consumano una gran quantità di acqua. […] In tutta la vallata del Moulin-Renard vi sono parti di terreno sommerso, pantani, acquitrini, ove l'acqua che li forma ristagna in pura rovina. […] a causa delle fenditure che sono state fatte nelle rive. L'acqua fluisce dal suo letto…»
Nel 1879 fu costruita la batteria del Ravin de Bouviers alla sommità del burrone di Bouviers, sovrastante la valle della Bièvre. La batteria fu impiantata nell'attuale foresta di Versailles al limite del settore militare di Satory. La batterie fu eretta sulla presa dell'acquedotto situata tra la palude di Saint-Quentin e Versailles. Certe traverse poggiano sulle strutture dell'acquedotto.

### Situazione attuale
Si possono identificare due tratti:
- A monte del parco Heller ad Antony, la Bièvre scorre a cielo aperto e costituisce un tracciato apprezzato dagli escursionisti. Essa è mantenuta dal Sindacato intercomunale per il risanamento della valle della Bièvre (SIAVB).[8]

A Guyancourt essa attraversa le paludi de La Minière, situate nella foresta di Versailles.
- A partire dal parco Heller di Antony, la Bièvre è canalizzata ed interrata per quasi tutto il suo percorso. Essa fa quindi parte della rete delle fogne di Parigi.[9]

Nel 2003 Fresnes finanziò la creazione del parco "des Prés de la Bièvre" che consentì di portare alla luce un troncone di 200 m della Bièvre ad un costo di costruzione di mezzo milione di Euro.
Durante l'autunno 2010 è stata organizzata una consultazione ad Arcueil e Gentilly dal Consiglio generale della Val-de-Marne, sulla ricostituzione del letto naturale della Bièvre, per farla ricomparire laddove questo sia possibile.
Nel 2016 è stato riaperto un tratto di 600 m lungo l'avenue Flouquet a L'Haÿ-les-Roses.

### La Bièvre e Versailles
Per alimentare d'acqua le numerose fontane della reggia di Versailles, gli ingegneri spinsero le acque della Senna con la macchina di Marly e captarono le acque del ruscellamento del plateau di Saclay, che si gettavano nella Bièvre e le portarono a Versailles con l'acquedotto di Buc.
Il Sindacato dell'Yvette e della Bièvre (SYB), in accordo con lo SIAVB, decise di reinstaurare i canali di alimentazione dell'acquedotto allo scopo di rialimentare le fontane di Versailles con le acque pluviali del plateau di Saclay, per limitare i rischi di inondazioni nella valle della Bièvre.

### Affluenti
La Bièvre riceve successivamente i seguenti affluenti:
- il rio Saint-Mard o rio di Saint-Marc (destra orografica)
- la Sygrie (sinistra orografica, à Bièvres)
- il rio de Vauhallan (destra orografica, a Verrières-le-Buisson)
- il rio des Gains (destra orografica)
- il rio des Godets (sinistra orografica, ad Antony)
- il rio de Rungis (destra orografica, a Fresnes) ; riceve lui stesso il rio des Glaises
- il rio di Morteaux, creato a sua volta dal rio d'Aulnay e dal rio di Chatenay (sinistra orografica, ad Antony)
- il rio des Blagis (sinistra orografica, a L'Haÿ-les-Roses).

## La Bièvre in Parigi

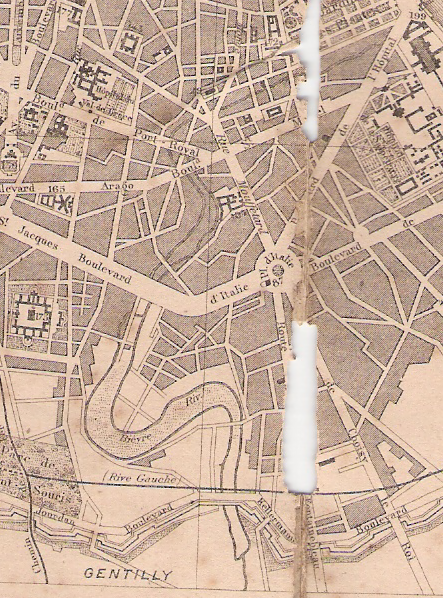
La Bièvre, nel 1867, che si getta nelle Senna un po' a monte del ponte d'Austerlitz

### Geomorfologia
In Parigi la Bièvre seguiva nel Neolitico l'attuale corso della Senna tra il ponte di Austerlitz e il ponte dell'Alma; la Senna, in quell'epoca, seguiva la linea dei Grands Boulevards, poi l'avenue Matignon e l'avenue Montaigne. Verosimilmente, a causa delle piene susseguentisi, la Bièvre approfondì il suo letto attuale e il braccio morto che cingeva il Marais fu progressivamente colmato e la confluenza attuale della Bièvre e della Senna si formò ad est della montagne Sainte-Geneviève, in una palude della riva sinistra che occupava l'attuale Jardin des Plantes e l'ospedale della Salpêtrière. Questa palude si riempirà a poco a poco con detriti alluvionali.

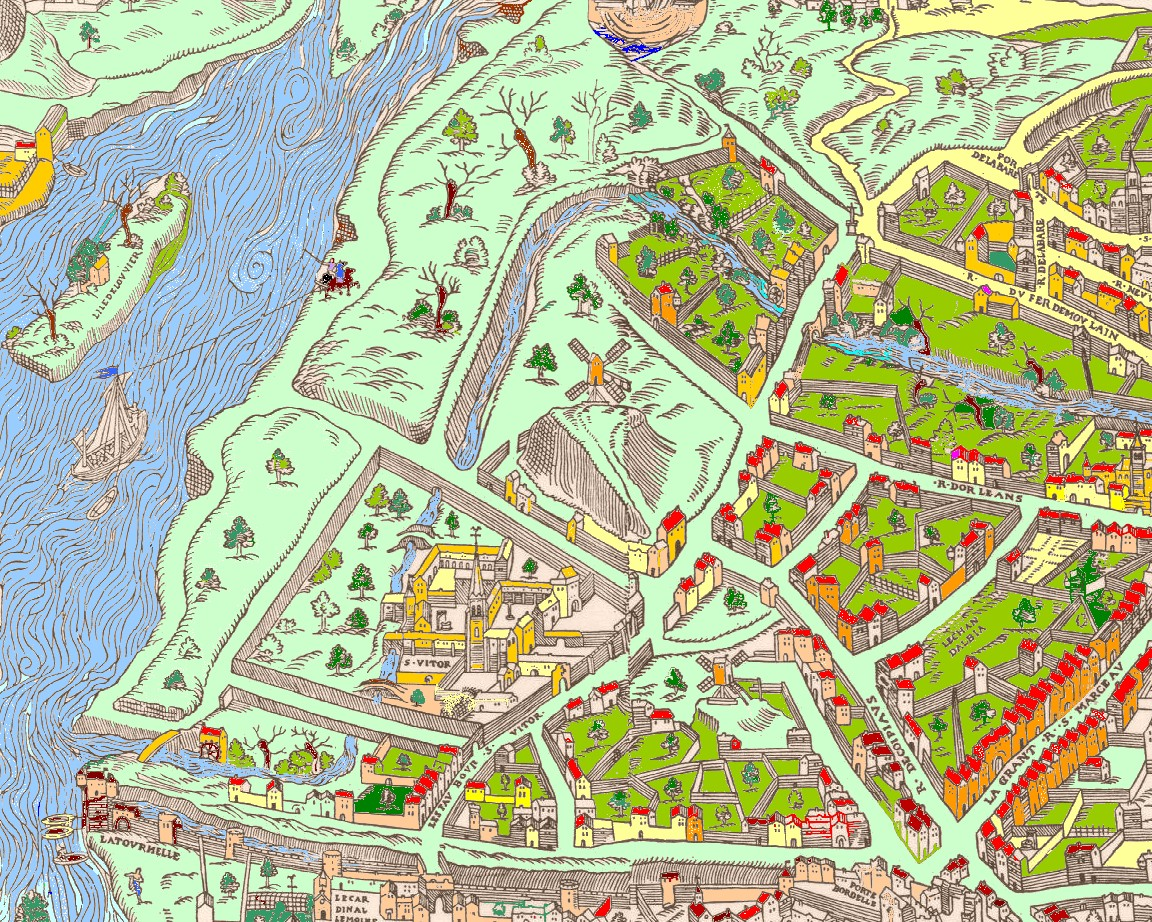
La Bièvre deviata dai monaci di San Vittore, per alimentare il mulino e irrigare le loro terre, nel X o XII secolo (pianta di Truschet e Hoyau, ~1550)

.

### Storia
Questa palude della riva sinistra potrebbe essere quella di cui parla Tito Labieno nel suo tentativo di conquistare Lutezia (52 a.C., ipotesi discussa da lungo tempo (nel 1852 da Quicherat, per esempio.)

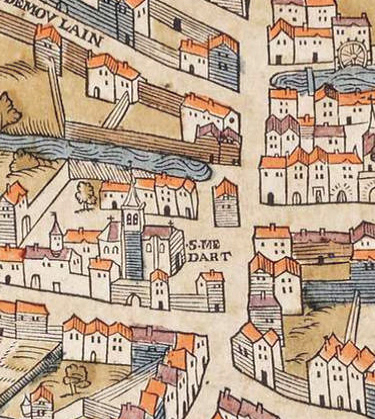
La Bièvre dal lato della chiesa di San Medardo verso il 1550 (Pianta di Truschet e Hoyau).

Nel XII secolo, proveniente dalla chiesa di San Medardo, la Bièvre attraversava il faubourg Saint-Marcel e le terre dell'Abbazia di Sainte-Geneviève, serpeggiante al centro della palude (tra le attuali rue Poliveau e rue Buffon) e si gettava nella Senna all'altezza del ponte d'Austerlitz.
Nel XVI secolo, nella notte tra l'8 e il 9 aprile 1579, una violenta piena della Bièvre, qualificata poi come «il diluvio di Faubourg Saint-Marcel», travolse dodici edifici con decine di abitanti sorpresi nel sonno e danneggiò gravemente la proprietà di Nicolas Houël, erborista, farmacista e filantropo. Durante questa piena l'acqua salì da 4 a 5 metri, raggiungendo il secondo piano delle case. Oltre al fatto che si era costruito in zona soggetta ad inondazione, questa piena poteva essere dovuta alla rottura di antichi depositi sedimentari mobili, prima trattenuti da sbarramenti di castori, che fino alla loro scomparsa, tra il XII e il XIII secolo, avevano popolato, per non dir creato, le grandi paludi di Guyancourt Queste paludi sono state sostituite dagli "stagni della Minière", creati a partire dal XVII secolo da Colbert per alimentare il parco di Versailles e regolare le piene del fiume. Quanto ai castori, una volta abbondanti in gran parte dell'Eurasia, sono stati oggetto di caccia per le loro pellicce, per il castoreo e per le loro carni; nelle regioni densamente abitate e coltivate in Francia, essi non sono stati più segnalati dal XIII secolo. 

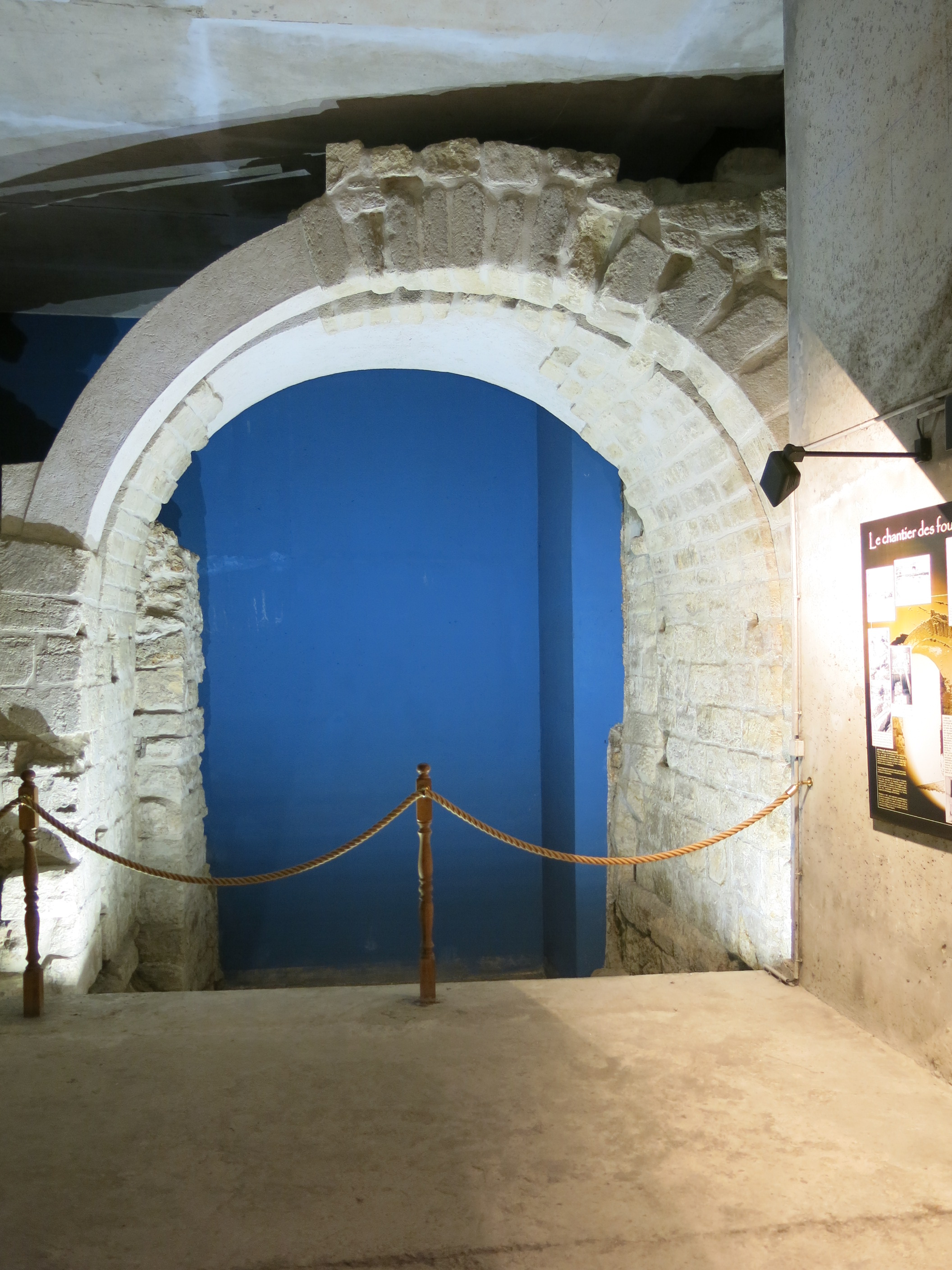
L'arco che consentiva al fiume di passare la cinta di Filippo Augusto.

La Bièvre è stata deviata nel XII secolo dal suo corso naturale all'altezza dell'attuale Jardin des Plantes per alimentare l'antica abbazia di San Vittore sulla "Terra di Alez". 
Lo sfocio principale del fiume si trovava allora in rue de Bièvre (5º arrondissement) grazie al "canal des Victorins". Quest'ultimo non ha mai prosciugato il corso naturale, sboccando attraverso la rue Nicolas-Houël all'attuale place Valhubert, estuario d'origine. Progressivamente riempito (nella misura in cui il corso naturale ritrovava la sua portata, in ogni caso modesta), il "canal des Victorins" seguiva il viale René Jeannel del "clos Patouillet", classificato con l'insieme degli edifici, monumento storico il 24 marzo 1993, il corso Henri Becquerel e il giardino alpino nel Jardin des Plantes, passava sotto il ponticello della rue du Ponceau (poi rue de Seine, oggi rue Cuvier), poi seguiva il fossato ovest del campus de Jussieu fino alla rue du Cardinal-Lemoine. L'arco della cinta di Filippo Augusto gli consentiva di passare oltre il muro.
Essa esiste oggi (visite un mercoledì al mese) sotto l'ufficio delle poste all'angolo della rue des Écoles, a −10 m.
Là il tracciato faceva un angolo retto all'altezza dell'attuale chiesa di Saint-Nicolas-du-Chardonnet, seguiva l'attuale rue des Bernardins, girava ancora ad angolo retto all'ingresso della rue de Bièvre, per gettarsi nella Senna ai Grands Degrés, di fronte all'arcivescovado.
Dal 1860 iniziò, per motivi d'igiene, la copertura della Bièvre.
La parte del fiume, a monte, fu progressivamente canalizzata e ricoperta, poiché suscitava proteste e recriminazioni contro i fetori dei mattatoi, degli ospedali, delle fogne, dei conciatori di cuoio e di pelli ovine e caprine e degli altri tintori, che si lamentavano a loro volta dei mulini, che provocavano frequenti interruzioni della portata su una pendenza così leggera.
La toponimia del 5º arrondissement, e soprattutto quella del 13º, sono indissociabili dalla storia di questo corso d'acqua, che non è scomparso che a causa dei problemi d'igiene dovuti al suo eccessivo sfruttamento, imprevidente dei problemi ambientali, del XIX secolo. Nel suo Grande dizionario universale del XIX secolo, Pierre Larousse afferma:
(Pierre Larousse, Grande dizionario universale del XIX secolo)

La Bièvre nel XIX secolo
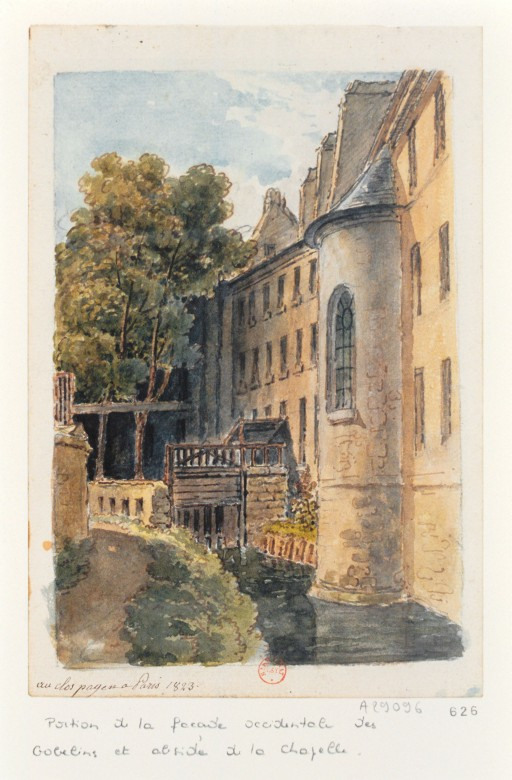
La parte posteriore della Manifattura dei Gobelins sulla Bièvre (1823). Acquarello.
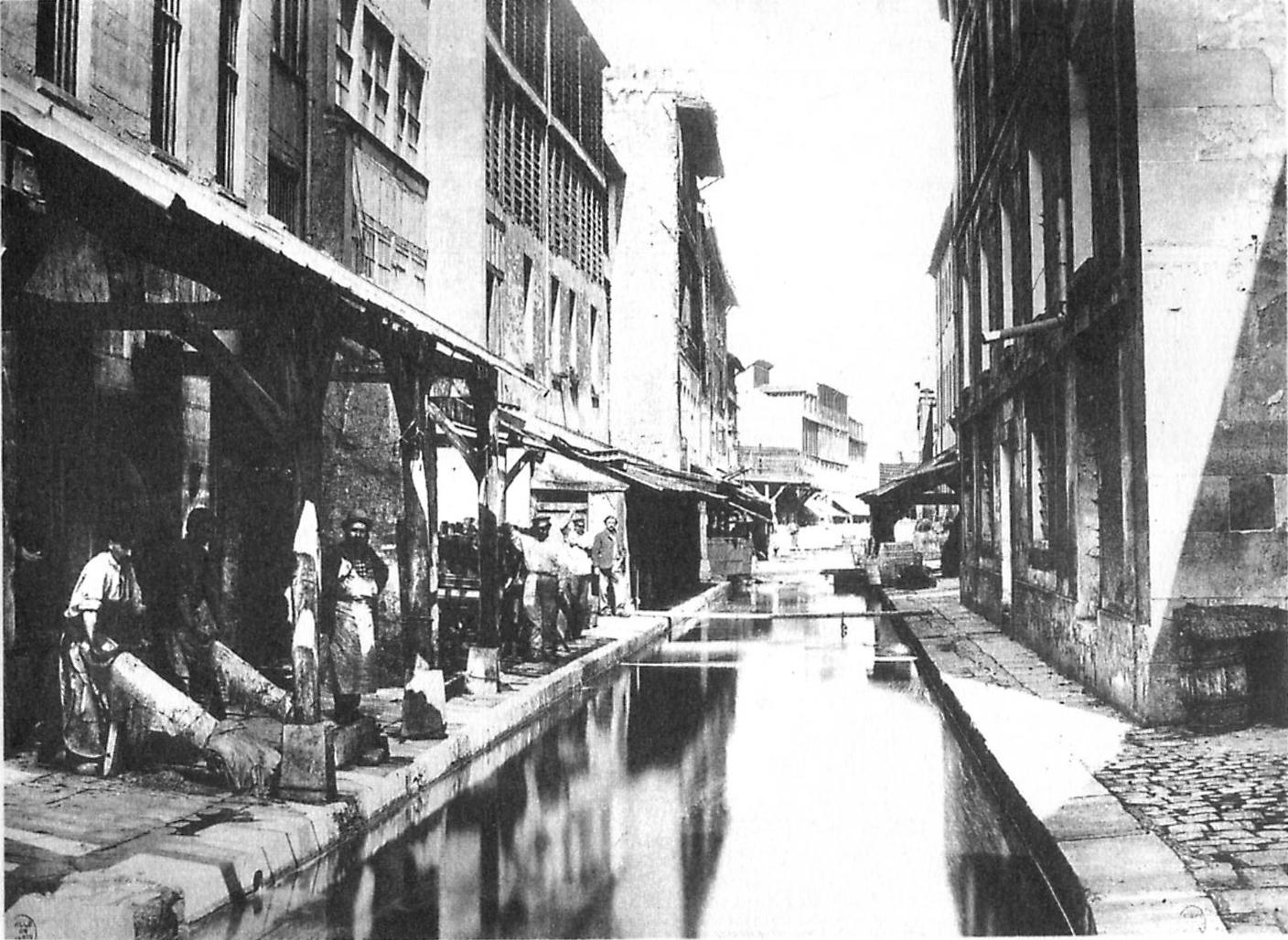
Concerie sulla Bièvre, fine del XIX secolo (foto Charles Marville).

La Bièvre all'inizio del XX secolo
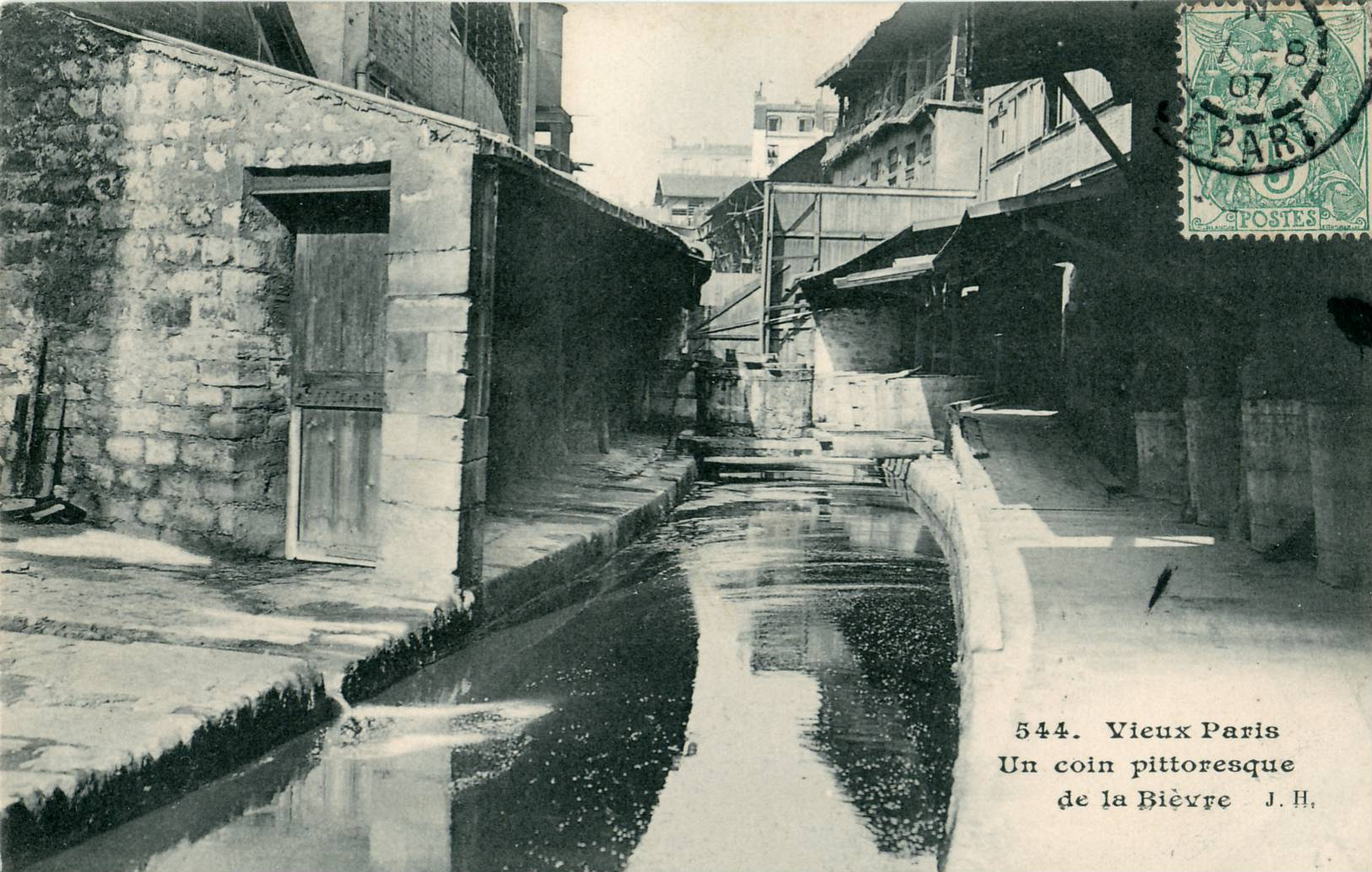
La Bièvre a Parigi, all'inizio del XX secolo.
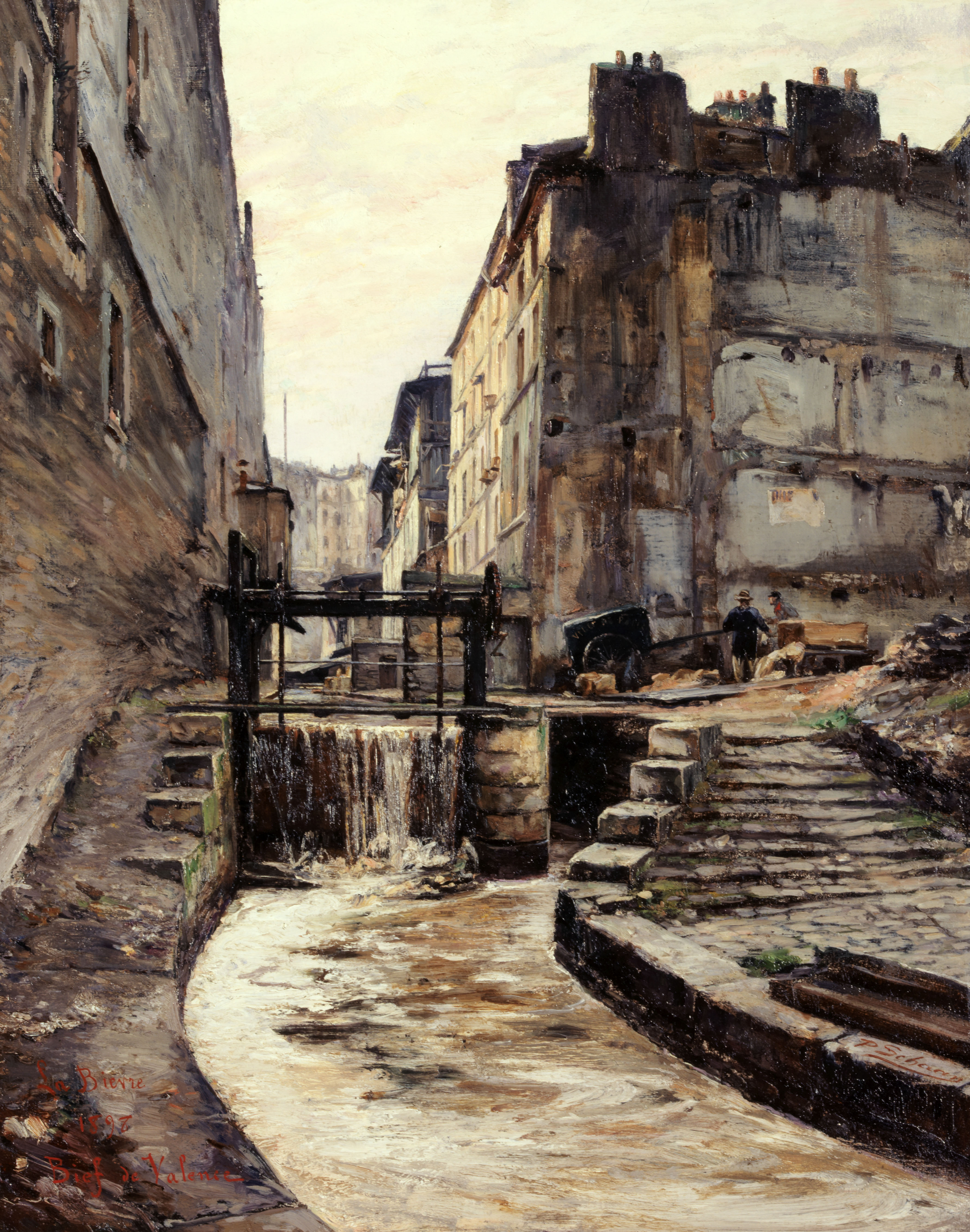
Salto d'acqua del mulino di Valence sulla Bièvre verso il 1900, Paul Schaan.

Citiamo la poterne des Peupliers, sottopassaggio sotto i «fortif' » e la lunga rue du Moulin-des-Prés; a ovest, i terreni del quartiere della Glacière, ove l'acqua gelata in inverno veniva immagazzinata per fornire il ghiaccio in estate; la rue Croulebarbe (dal nome del mulino); la rue Berbier-du-Mets, che si estendeva lungo la parte posteriore delle manifatture dei Gobelins, sul muro della quale si vede una lapide con incisa l'indicazione «N° 66 70 T 4 P» che significa che la Bièvre la ricoprì su 70 tese e 4 piedi; la manifattura dei Gobelins; la rue des Cordelières; la rue du Fer-à-Moulin; la rue Nicolas-Houël, etc.
La Bièvre comprendeva numerosi ponticelli a un solo arco, ordinariamente in muratura: ecco quali erano (da monte verso valle) nel 1816:
- Pont Croulebarbe, collegante il boulevard des Gobelins alla rue Croulebarbe
- Pont de Gobelins, collegante parimenti il boulevard des Gobelins alla rue Croulebarbe
- Pont Saint-Hippolyte, collegante la rue Saint-Hippolyte alla rue des Marmousets
- Pont Saint-Médard collegante la rue Mouffetard alla rue Censier
- Pont aux Biches, collegante l'antica rue du pont aux Biches alla rue Censier
- Pont de la Croix-Clamart, collegante l'antica rue du Jardin des Plantes alla rue du Fer-à-Moulin
- Pont de l'Hôpital, collegante il boulevard de l'Hôpital alla rue Buffon
- Pont de la Saussaie, collegante la rue Buffon a La Salpétrière
- Pont de Bièvre, collegante il quai Saint-Bernard al quai de l'Hôpital.

La topografia del 13º arrondissement di Parigi è stata totalmente sconvolta da un immenso cantiere di riempimento della valle verso rue de Tolbiac. Così la chiesa di Sainte-Anne de la Butte-aux-Cailles è stata costruita su 18 m di materiale di riporto; è quindi difficile oggi seguire la "valle" all'interno di Parigi.

## La Bièvre e l'arte
Numerosi artisti sono stati ispirati dal corso della Bièvre:
- Pierre de Ronsard evoca le fontane di Hercueil (Arcueil) nel 1554 per suo divertimento nella raccolta di poesie Le bocage
- Il Gargantua di (1534) François Rabelais va a vivere nella foresta della Bièvre.
- Nadar utilizza il collettore della Bièvre (1861) per realizzare la prima fotografia sotterranea alla luce artificiale.
- Joris-Karl_Huysmans, nella La Bièvre (1890)[21], descrive il corso della Bièvre con truculenza comparando l'antique Bièvre alla situazione contemporanea, prendendosi cura di dettagliare le vie e i passaggi che bisogna imboccare per seguirne il corso. Egli ne parla anche nei suoi Croquis parisiens (1886), evoca i faubourg, Buc, la Poterne des peupliers.
- Victor Hugo scrive una serie di poemi intitolata la Bièvre (1909) nella raccolta Les Feuilles d'automne, ove egli descrive la gioia che gli procura la valle della Bièvre, così bella e così vicina a Parigi[22].
- Umberto Eco ambienta parte del romanzo ‘’Il Cimitero di Praga’’ (Bompiani, 2010) sulle sponde della Bièvre ove, nel 1897, dimora e ha la sua bottega di rigattiere il protagonista, Simone Simonini, durante il suo soggiorno parigino.
- Antoine Chintreuil ha realizzato dei quadri nei dintorni di Igny.
- Un'associazione d'artisti contemporanei denominata Lézarts de la Bièvre è stata fondata dal 2001 per «promuovere le attività culturali e artistiche nei quartieri attraversati dal corso della Bièvre a Parigi, dalla Poterne des Peupliers (Parigi 13) alla Senna (Parigi 5).» Questa associazione organizza ogni anno un percorso di riscoperta della Bièvre.

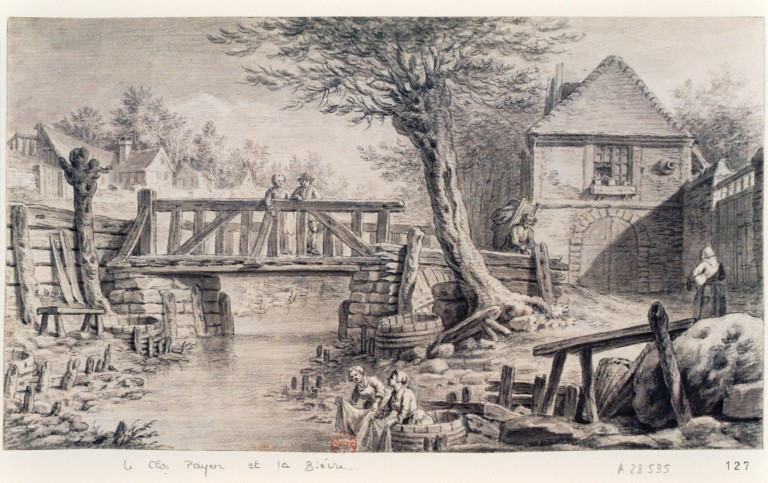
La Bièvre al Clos-Payen a Parigi nel XVIII secolo

### Iconografia
- Lo scultore Louis Convers (1860-1915), rappresentò La Bièvre con una scultura esposta alla Manifacture nationale des Gobelins.
- n.d. - La Bièvre à Arcueil-Cachan, incisione di Paul Baudier (1881-1962)